# Margalida Roig i Colomar
Margalida Roig i Colomar dita 'Llogat' (Sant Josep de sa Talaia, 17 de novembre de 1908 - Eivissa, 1966) va ser una sindicalista eivissenca.
Va néixer a Sant Francesc el 1908 dins l'àmbit d'una família treballadora, però que posseïen una certa cultura, atès que l'àvia de Margalida ja sabia llegir i escriure.
A l'edat de 15 anys es va posar a treballar a la fàbrica de calceteria de Can Ventosa. En aquell temps era una fàbrica de certa importància, ja que duia una càrrega de treball bastant important. En ella només treballaven dones i en èpoques de gran producció podien tenir més de 150 dones contractades.
Margalida per aquells temps es relacionava amb altres joves compromesos amb el sindicalisme, com Joan Castelló, i es reunien a la Casa del Poble d'Eivissa. Participà molt activament en la creació de la Unió Obrera Femenina el mes de març de 1936. Va ser nomenada presidenta de l'agrupació de treballadores de la Calceteria Hispànica Can Ventosa.
Com a presidenta de l'agrupació, es va proposar un canvi en les bases a la patronal, la qual no les va acceptar, i com a conseqüència van declarar una vaga indefinida. Per donar suport a aquesta vaga, socialistes, comunistes i anarquistes van convocar una vaga general el 18 de juliol de 1936.
Amb l'esclat de la Guerra Civil espanyola, Margalida va ser empresonada i condemnada a cadena perpètua a la presó de Palma, per un delicte d'adhesió a la rebel·lió. Però aquell any va sortir en presó atenuada per traslladar-se al seu domicili del qual no podia sortir si no era per obligacions, treballs i deures religiosos.
Una vegada a Eivissa, es va casar amb Josep Bonet amb el qual va tenir 3 fills. El 1946 va ser indultada del seu delicte i va viure a Dalt Vila fins a la seva mort vint anys més tard, el 28 de juny de 1966.
El setembre de 2020 l'ajuntament de Sant Josep de sa Talaia li va dedicar un carrer, el 28 de novembre de 2023 el ple del mateix ajuntament va aprovar amb els vots de PP i VOX la supressió del seu nom del carrer.